# FDP.Die Liberalen Aargau

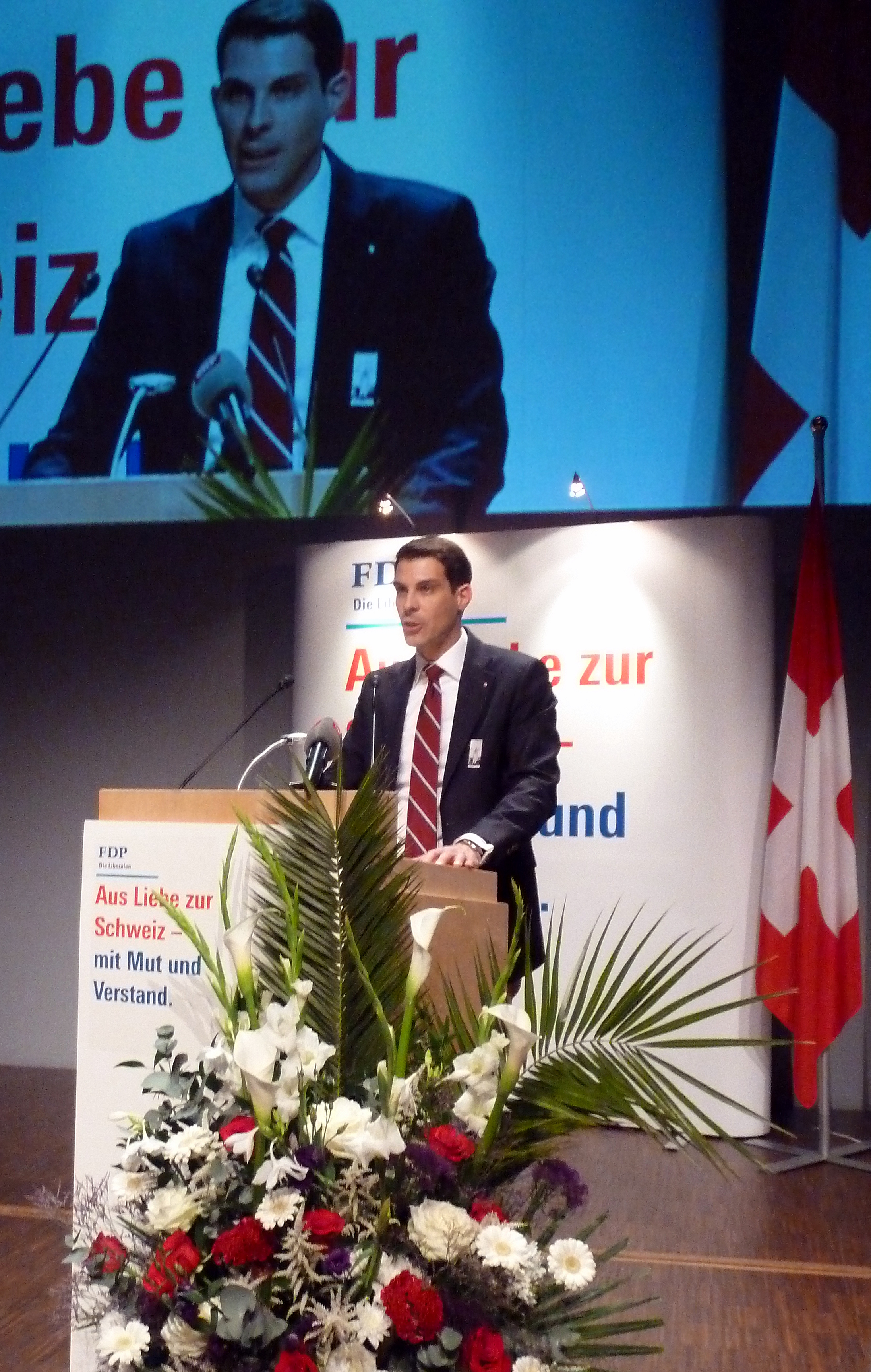
Thierry Burkart eröffnet die DV der FDP.Die Liberalen Schweiz in Baden, 2013

Die FDP.Die Liberalen Aargau ist eine politische Partei im Kanton Aargau. Die Partei ist die kantonale Sektion der FDP.Die Liberalen.

## Parteiorganisation
Das oberste Organ der FDP.Die Liberalen Aargau ist der Parteitag. Der Parteitag fasst die Parolen im Abstimmungskampf und ist vor Wahlen für die Nomination der Kandidaten zuständig. Weitere Organe sind die Geschäftsleitung, der Geschäftsleitungsausschuss und die Grossratsfraktion. In allen elf Aargauer Bezirken ist die Partei mit Bezirkssektionen vertreten. Präsidentin, und seit Ende 2021 in einer 50-%-Anstellung auch persönliche Mitarbeiterin des nationalen Parteipräsidenten Thierry Burkart, ist Sabina Freiermuth.

## Programm
Die Partei fordert die Umsetzung des freisinnig-liberalen Gedankengutes im Kanton Aargau. Die FDP.Die Liberalen Aargau tritt für weniger Regulierung, tiefe Steuern, eine Liberalisierung in der Wirtschaft und eine hohe Standortattraktivität ein.

## Geschichte
Die Geschichte der FDP Aargau geht weit über ihr eigentliches Gründungsdatum, den 8. März 1895, hinaus. Es waren immer wieder bedeutende Aargauer Freisinnige, die von der Helvetischen Republik bis zur Bundesstaatsgründung 1848 die Schweiz mitgeprägt haben. Philipp Albert Stapfer und Albrecht Rengger waren Bildungs- bzw. Innenminister während der Helvetischen Republik. Heinrich Zschokke aus Magdeburg, aber in Aarau lebend, war Wegbereiter der Volksschule.
Bisher stellte die FDP Aargau vier Bundesräte: 1848 wurde der Aarauer Fabrikant Friedrich Frey-Herosé als sechster in den ersten Bundesrat des neu gegründeten Bundesstaats gewählt. 1867 wurde Emil Welti aus Zurzach der liberalen-radikalen Fraktion in den Bundesrat gewählt. Und 1912 wurde Edmund Schulthess aus Brugg in den Bundesrat gewählt. Mit Hans Schaffner wurde 1961 ein weiterer Freisinniger mit Aargauer Heimatort (Gränichen) in den Bundesrat gewählt. Von 1984 bis 1989 präsidierte der Aargauer Bruno Hunziker aus Aarau die FDP Schweiz. Von 2012 bis 2016 hatte die FDP Schweiz mit Philipp Müller aus Reinach wiederum einen Aargauer Präsidenten.

## Parteipräsidenten
Präsidenten der Aargauer FDP in den letzten Jahren waren:
- 1991–1996: Arthur Zeller
- 1996–2005: Herbert H. Scholl
- 2005–2010: Doris Fischer-Taeschler
- 2010–2013: Thierry Burkart
- 2013–2017: Matthias Jauslin
- 2017–2021: Lukas Pfisterer
- seit 2021: Sabina Freiermuth

## Mandatsträger
- Regierungsrat: Stephan Attiger, Vorsteher Departement Bau, Verkehr und Umwelt (seit 2013)
- Nationalrat: Maja Riniker (seit 2019)
- Ständerat: Thierry Burkart (seit 2019)

- Die Fraktion im Grossen Rat besteht in der Legislatur 2025/28 aus 22 Mitgliedern. Fraktionspräsident ist Silvan Hilfiker, Vizepräsidentin Jeanine Glarner, Fraktionssekretär Stefan Huwyler.